# Pierre Broué
Pour les articles homonymes, voir Broué (homonymie).
 (janvier 2016).
Pierre Broué, né le 8 mai 1926 à Privas (Ardèche) et mort le 26 juillet 2005 à La Tronche (Isère), est un historien et militant trotskiste français, auteur de nombreux ouvrages sur Trotski et le trotskisme, et plus largement sur l'histoire du communisme. Docteur en lettres, il fut aussi un militant syndical dans le monde enseignant ; il a été professeur en région parisienne, puis à l'Institut d'études politiques de Grenoble.

## Biographie
Né dans une famille républicaine, son premier engagement politique se fait pendant l'Occupation allemande au sein des jeunesses du Parti communiste français (PCF), alors clandestin, dont il sera exclu. Mais il est déjà influencé par Léon Trotsky dont il a découvert l'œuvre chez un de ses professeurs d'histoire, Elie Reynier. Ce dernier était militant à la CGT, dans la Fédération de l'Éducation nationale avec Pierre Monatte et à la Ligue des droits de l'homme ; à l'été 1940, le vieux militant-pédagogue est assigné à résidence, où il invite le lycéen à piocher dans sa bibliothèque, pour se plonger dans les livres de Marc Bloch, de Georges Lefebvre et l'Histoire de la révolution russe de Léon Trotsky.
À la rentrée 1942, il intègre l'hypokhâgne du lycée Thiers. Il cherche et trouve un contact avec la Résistance, par l'intermédiaire d'un surveillant, Paul Cousseran, qui l'incorpore aux Mouvements Unis de la Résistance (MUR), dans un groupe chargé de collecter des renseignements, remettre des colis aux prisonniers et transporter armes et explosifs.
Il poursuit des études de khâgne à Paris au lycée Henri-IV en septembre 1943. Il s'engage dans la voie de la Résistance. Après des contacts avec les MUR (Mouvements unis de résistance, groupant des gaullistes et des socialistes), Pierre Broué, qui veut combattre plus résolument, adhère à une cellule du PCF. Choqué par les retournements de veste de la Libération, il intervient dans sa cellule contre le mot d'ordre « À chacun son boche » et se fait exclure pour trotskysme, bien qu'il ne le soit pas encore.
En 1944, il rencontre les militants du Parti communiste internationaliste (PCI), de Michel Raptis dit Pablo, en voie de reconstitution, par la fusion des deux courants qu'étaient le POI (Parti ouvrier internationaliste) et le CCI (Comité communiste internationaliste), soit 700 adhérents, et milite en son sein. Il sera pendant plus de quarante ans un des intellectuels les plus importants du « courant lambertiste » au sein du mouvement trotskiste.
À la fin des années 1940, il est l'un des dirigeants des Jeunesses Communistes Internationalistes et fera partie d'une délégation en camp d'été en Yougoslavie, alors en rupture avec l'URSS. Pierre Broué fait partie de la majorité qui, avec Marcel Bleibtreu, Pierre Lambert et Daniel Renard, s'oppose à Pablo qui veut forcer le PCI à enterrer ses positions et son histoire pour se lancer dans l'entrisme dans le PCF, et se fait exclure de la IVe Internationale en 1952. À cette époque, Pierre Broué, devenu professeur de lycée, s'éloigne de l'Ardèche : il enseigne à Nyons dans la Drôme, puis part à Beaune en Côte-d'Or. En 1953, il soutient son Diplôme d'Études Supérieures, consacré à un historien ardéchois de la Révolution française, Paul Mathieu Laurent, intitulé : Un Saint-Simonien dans l'arène politique : Laurent de l'Ardèche, 1848-1852. Ce dernier avait entrepris en 1828 de réfuter l'histoire officielle sur la Révolution. C'est le premier travail historique important de Pierre Broué, qui signe la même année sa première brochure pour l'Organisation communiste internationaliste (OCI) sur la situation en Bolivie.
Le groupe des exclus, qui se sépare lui-même de Marcel Bleibtreu, Michel Lequenne et quelques autres en 1955, devient le « Groupe Lambert », aux effectifs très réduits (50 personnes). Mais le groupe est en contact avec des personnalités comme Messali Hadj, des dirigeants de FO, ou encore André Marty, dirigeant qui vient d'être exclu du Parti communiste. Dans les années qui suivent, Broué est avec Robert Chéramy un des principaux responsables du PCI dans le Syndicat national des enseignements de second degré (SNES), d'abord dans la majorité, puis dans la tendance École émancipée, dont il est en 1964 tête de liste dans sa discipline.
De 1960 à 1965, il est professeur certifié d'histoire-géographie à Montereau-Fault-Yonne. 
À la rentrée de 1965, il prend la direction de l'enseignement universitaire et devient assistant, puis professeur d'histoire contemporaine à l'Institut d'études politiques de Grenoble, en 1965-66. Il organise l'OCI dans la région et forme une génération de militants, que l'on retrouvera après mai 68 à l'UNEF-US (et organisations proches comme l'Alliance des jeunes pour le socialisme (AJS) et la Fédération des étudiants révolutionnaires (FER) et plus tard pour certains au PS. 
En 1969, il est l'un des acteurs de la scission de l'École émancipée, entre l'EE « courant historique » et l'EE-Front unique ouvrier (FUO), dirigé par l'OCI. Puis il est de la formation du Comité d'organisation pour la reconstruction de la IVe Internationale (le CORQI). Mais, surmené et moins en phase avec Lambert, il quitte le bureau politique en 1973, puis le comité central de l'OCI en 1975. L'OCI se bat pour l'union PS-PCF et le « front unique ouvrier ».
En mai 1989, il est exclu du PCI, qui avait succédé à l'OCI en 1982. À partir de 1990, il anime la revue Le Marxisme aujourd'hui. Il collabore à Démocratie et Socialisme.
Il est le père du mathématicien Michel Broué, né en 1946 de Simone Charras, fille du directeur du cours complémentaire de Privas. Le père de Pierre Broué était lui fonctionnaire des impôts.

## Historien
Parallèlement, il continue son travail d'historien et publie La Révolution et la guerre d'Espagne, dont il a écrit la première partie, celle qui va jusqu'à l'écrasement de la révolution dans la Seconde République espagnole. Émile Temime, par la suite historien de la ville de Marseille et des migrations, a écrit la seconde partie, celle de la guerre qui suit la tentative de révolution, qui est donc perdue devant les franquistes. Pierre Broué est aussi à l'origine de nombreuses rééditions et préfaces : l'ABC du communisme de Boukharine et d'Evgueni Preobrajensky chez Maspero (dès avant 68, repris dans la « petite collection Maspero »), les Soviets en Russie d'Oscar Anweiler à la NRF en 1972, le dossier des Procès de Moscou chez Julliard en 1964, celui de la Question chinoise dans l'Internationale communiste chez EDI en 1965, et un début d'édition de tous les textes de ses congrès (deux volumes parus en 1969 et 1970, chez EDI).
En 1963, il publie Le Parti bolchevique et explique l'élimination de la génération de Lénine par les staliniens, qui font du PCUS un parti n'ayant plus rien à voir avec le parti révolutionnaire de 1917. Il y dénonce les crimes du stalinisme et ses erreurs, déjà pointés du doigt dans son ouvrage de 1961. Cette dénonciation est restée une constante dans ses travaux :

« Si les trotskystes avaient été des « sectaires » impénitents ou des « rêveurs » utopistes, coupés de la réalité, croit-on vraiment qu'il aurait été nécessaire, pour venir à bout de leur existence – qui était en elle-même déjà une forme de résistance – de les massacrer jusqu'au dernier à Vorkouta ? Sur les millions de détenus libérés des camps de concentration après la mort de Staline, (...) les trotskystes survivants peuvent se compter sur les doigts d'une seule main ? Est-ce vraiment par hasard ? »

— Pierre Broué, Cahiers Léon Trotsky, n° 6, 1980.
En 1967 paraît chez Minuit Le Mouvement communiste en France, choix d'articles de Léon Trotsky sur la France, avec un important appareil critique et des présentations de Pierre Broué. En 1969, sa troisième épouse, Andrée, et mère de quatre enfants avec Pierre Broué, traduit en 1969 le premier tome de La Révolution bolchevique de l'historien anglais Edward Hallett Carr, que l'on ne peut dissocier des travaux de son mari.
En 1972, il publie son ouvrage majeur La Révolution en Allemagne (1917-1923), qui fut aussi sa thèse, obtenue malgré l'hostilité politique du président de jury Annie Kriegel, où il montre la réalité d'affrontements révolutionnaires au cœur de l'Europe.
Il fonde en 1977 l'Institut Léon Trotsky, avec de nombreux militants anglais ou historiens comme Michel Dreyfus, qui s'assigne pour but l'édition des œuvres complètes de Léon Trotsky et la publication de Cahiers Léon Trotsky ;  27 volumes des œuvres sont parus du vivant de Broué. En 1980, Pierre Broué est l'un des premiers à pénétrer dans la Hougthon Library de Harvard (États-Unis), lorsque les archives de Trotsky sont ouvertes.
Sans cesser de travailler sur le stalinisme, il suit tous les événements de la politique mondiale. Il écrit des ouvrages sur le putsch de Moscou en 1991, sur le Brésil de Collor et du Partido dos Trabalhadores, sur l'URSS, sur le mouvement communiste international. Il écrit Meurtres au maquis, livre sur l’assassinat de trotskistes dans les maquis de Haute-Loire par les staliniens français, avec Raymond Vacheron. Ils montrent notamment que « quatre militants trotskistes ont été abattus en connaissance de cause par des membres du PCF, non loin du Puy en Velay ».
Son dernier ouvrage majeur est Histoire de l'Internationale communiste, 1919-1943, nourri de l'ouverture des archives de l'URSS.

## Publications
- La Révolution et la guerre d'Espagne avec Émile Temime, Les Éditions de Minuit, 1961, rééd. 1996 (traduit en 10 langues).
- Le Parti bolchévique - histoire du PC de l'URSS, Les Éditions de Minuit, 1963.
- Les procès de Moscou, René Julliard, 1964
- Révolution en Allemagne, 1917 -1923, Les Éditions de Minuit, 1971, 988 pages
- La révolution espagnole 1931-1939, questions d'histoire/Flammarion, 1973, 187 pages
- La question chinoise dans l'Internationale communiste (1926-1927), EDI, 1965 réédition 1990
- L'assassinat de Trotsky, Bruxelles : Éditions Complexe, 1980
- Histoire du XXe siècle, 2 volumes, Université des sciences sociales de Grenoble, Institut d'études politiques, 1985.
- Trotsky, Fayard, 1988.
- Trotsky avec Alain Dugrand, Payot, 1988.
- Leon Sedov, fils de Trotsky victime de Staline, Éditions de l'Atelier, 1993.
- Staline et révolution  - cas espagnol, Editions Fayard, 1993.
- Quand le peuple révoque le président : le Brésil de l'affaire Collor, L'Harmattan, 1993.
- Rakovsky ou la Révolution dans tous les pays, éd. Fayard, 1996, 462 p.,  (ISBN 2-213-59599-2)
- Histoire de l'Internationale communiste, 1919-1943, Fayard, 1997.
- Préface à Les Soviets en Russie - 1905-1921, ouvrage d'Oskar Anweiler (traduit par Serge Bricianer), Gallimard, 1997.
- Meurtres au maquis, avec Raymond Vacheron, Grasset, 1997.
- Communistes contre Staline - Massacre d'une génération, Fayard, 2003.
- Mémoires politiques, Fayard, octobre 2005.